# Gangjiao
Gangjiao (kinesiska: 岗脚, 岗脚乡) är en socken i Kina. Den ligger i provinsen Hunan, i den södra delen av landet, omkring 250 kilometer söder om provinshuvudstaden Changsha. Antalet invånare är 7499. Befolkningen består av 3 545 kvinnor och 3 954 män. Barn under 15 år utgör 20,0 %, vuxna 15-64 år 70 %, och äldre över 65 år 9,0 %.
Genomsnittlig årsnederbörd är 1 809 millimeter. Den regnigaste månaden är maj, med i genomsnitt 261 mm nederbörd, och den torraste är oktober, med 31 mm nederbörd.